# Тельмы-2
Те́льмы-2 (бел. Тэ́льмы 2) — деревня в Брестском районе Брестской области Беларуси. Относится к Тельминскому сельсовету.

## Географическое положение
Деревня Тельмы 2 расположена в 2 км восточнее городской черты Бреста, в 11 км от железнодорожной станции Брест-Восточный, в 2 км от железнодорожной станции Кошелево, рядом проходит автомагистраль М1. Ближайшие населённые пункты — Тельмы-1 в 1,5 км к западу и Малые Косичи в 0,8 км к северо-западу. Высота над уровнем моря 143 м. В 4 км от деревни расположен затопленный песчаный карьер, который является местом отдыха для тельмовчан и брестчан. Рельеф плоский, перепады высот около 7 м.

## История
Первое упоминание о деревне Тельмы 2 относится к XVIII веку. В XIX веке она была известна как небольшая деревня под названием Тельмы Залесские в составе Косичской волости Брестского уезда Гродненской губернии.
По Рижскому мирному договору 1921 года перешла Польше, в составе гмины Косичи Брестского повета Полесского воеводства, 20 домов.
С 1939 года в составе БССР. В Великую Отечественную войну погибли 12 сельчан.
В 2000—2010-х годах деревня активно застраивалась частными домами.

## Население
На 1 января 2018 года насчитывалось 625 жителей в 225 хозяйствах, из них 176 младше трудоспособного возраста, 379 — в трудоспособном возрасте и 70 — старше трудоспособного возраста.

## Инфраструктура и экономика
На территории деревни находится магазин «Продукты № 12». За мостом располагается СТО «МАЗ» и другие промышленные предприятия. В паре километров от деревни находятся АЗС «Лукойл», СЭЗ «Брест» и аэропорт «Брест». Ведущее предприятие деревни — коммунальное унитарное сельскохозяйственное предприятие совхоз «Брестский» (центр — деревня Тельмы-1).